# 파나비아 토네이도 ADV
파나비아 토네이도 ADV(영어: Panavia Tornado ADV)는 파나비아 항공 GmbH가 개발한 다목적 쌍발엔진 가변익 요격기로, 파나비아 토네이도 다목적 전투기의 변형이다.
파나비아 토네이도 ADV의 개발은 북해를 건너 영국을 폭격할 수 있는 소련의 핵무장 폭격기에 대응하기 위해 1976년부터 시작되었다. 요격 능력을 향상시키고자 영국 정부는 강력한 레이더와 가시거리 초과 범위 미사일을 탑재했다. 파나비아 토네이도의 기체를 기반으로 설계되었기 때문에 개발은 빠르게 진행되었다. 개발 초기 해당 전투기는 영국 정부만 사용할 예정이었다. 1979년 10월 27일 첫 시제품이 시험 비행을 마쳤고, 1980년 두 대의 시제품이 추가로 개발되어 시험 비행을 마쳤다. 초기 생산 모델이었던 토네이도 F2는 1986년 영국 공군에 인도되었다. 소수의 양만 생산된 토네이도 F2는 개발 문제로 인해 레이더와 같은 핵심 성능이 빠져 있었다. 하지만 1989년 도입된 토네이도 F3의 경우 확장된 미사일 사정거리, 전투기에 최적화된 RB.199 마크104 엔진, 자동 가변익 시스템 등 향상된 성능을 통해 영국 공군의 주력 파생형이 되었다.
이탈리아 공군과 사우디아라비아 왕립공군도 파나비아 토네이도 ADV를 운용했다. 이탈리아 공군의 경우 2000년대 다목적기 유로파이터 타이푼의 인도를 기다리는 동안 임시 대체품으로 파나비아 토네이도 ADV를 운용했으며, 사우디아라비아 공군의 경우 알야마마 무기 협상을 통해 24대의 파나비아 토네이도 ADV를 인도받았다. 파나비아 토네이도 ADV는 운용되는 동안 공중 능력 향상, 그리고 요격 성능 외의 방공망 제압 기능 탑재를 위해 여러 차례 성능 향상 프로그램을 받았다. 2010년대 영국 공군과 사우디아라비아 왕립공군은 파나비아 토네이도 ADV를 퇴역시켰으며, 두 공군 모두 해당 기종을 유로파이터 타이푼으로 대체했다.

## 같이 보기
- 파나비아 토네이도
- 그루먼 F-14 톰캣
- 맥도널 더글러스 F-15 이글
- 미코얀-구레비치 MiG-23
- 미코얀 MiG-31